# Morecambe Bay

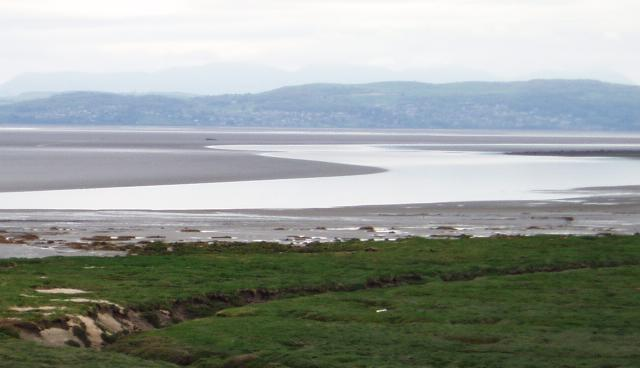
Morecambe Bay vid lågvatten.

Morecambe Bay är en stor bukt belägen på Storbritanniens västra kust i höjd med ön Isle of Man. Buktens yta är 310 km² och den är Storbritanniens näst största bukt.
Tidvattenskillnaden kan vara upp till 10,5 meter vid springflod. Flera vattendrag har sitt utlopp i Morecambe Bay, bland annat Kent, Leven, Keer och Afon Wyre.
Fler än 300 000 människor bor längs buktens kust. Några av städerna där är Barrow-in-Furness, Morecambe, Fleetwood och Ulverston.
Många fåglar övervintrar och häckar i och vid Morecambe Bay. Några exempel på arter är kärrsnäppa (Calidris alpina), strandskata (Haematopus ostralegus), kustsnäppa (Calidris canutus) och storspov (Numenius arquata). I marsklandet växer salttoleranta växter, bland annat glasört (Salicornia europaea) och portlakmålla (Halimione portulacoides).